# Wer Frieden sucht
Wer Frieden sucht ist ein deutscher Film aus dem Jahr 2019. Regie führte Daniel Alvarenga.

## Handlung
Johannes soll für seine Mutter, die in einer Seniorenheim lebt, Bücher und Visitenkarten bringen, u. a. die eines Psychiaters. Auf der Suche nach den Karten findet er ein Filmröllchen mit einem unentwickelten Film. Er lässt den Film entwickeln, der Bilder von ihm selbst mit einer ihm fremden Frau auf einer Ferienreise zeigt. Da Johannes sich weder an die Bilder noch an diesen Urlaub erinnern kann, will er seine Mutter über die Bilder befragen. Im Seniorenheim erfährt er, dass seine Mutter verstorben ist, und dass die Todesursache noch geklärt werden muss.
Er kontaktiert daraufhin den Arzt seiner Mutter in der Hoffnung, etwas über ihren Tod zu erfahren. Der Psychiater erklärt ihm aber, dass nicht seine Mutter, sondern er in Behandlung war. Die Frau auf den Bildern sei seine Freundin, die bei einem Autounfall ums Leben kam, was bei ihm zu einer Amnesie geführt habe.
Doch dann trifft er dies Frau auf der Straße, verbringt eine Nacht mit ihr, und erkennt allmählich, dass hinter dem Unfall weit mehr steckt, als er zu Anfang vermutet.

## Produktion und Veröffentlichung
Wer Frieden sucht, eine Low-Budget-Produktion, ist der erste Spielfilm des Regisseurs. Gedreht wurde im Frühjahr 2019 in Regensburg. Filmpremiere war am 26. November 2019 in Regensburg.

## Kritiken
Das Filmportal Sofahelden lobt den Regisseur und Film Filmemacher Daniel Alvarenga zeige, dass er viel Wert darauf legt, Geschichten zu erzählen. Dabei gelinge es der Inszenierung, den Zuschauer selbst durch geschickte Wendungen und Feinheiten zu überraschen, die Darsteller agierten auf höchstem Niveau und ließen einen gemeinsam mit der hervorragenden Kameraarbeit (Felix Lang) vergessen, dass man sich eigentlich in einer Independent-Produktion befinde.